# Aleksandr Volodin
Aleksandr Volodin (ur. 10 grudnia 1990 w Kohtla-Järve) – estoński szachista, arcymistrz od 2011 roku.

## Kariera szachowa
W latach 2000–2010 wielokrotnie reprezentował Estonię na mistrzostwach świata i Europy juniorów w różnych kategoriach wiekowych (najlepszy wynik: VII m. w ME do 16 lat, Herceg Novi 2006). W latach 2008 i 2010 zdobył tytuły mistrza Estonii juniorów.  Wielokrotnie startował w finałach indywidualnych mistrzostw Estonii, dwukrotnie zdobywając medale: srebrny (2009) oraz brązowy (2006). Trzykrotnie (2006, 2008, 2010) uczestniczył w szachowych olimpiadach.
W 2006 r. podzielił I m. (wspólnie z Aleksiejem Utkinem) w międzynarodowym turnieju w Petersburgu. W 2009 r. zajął II m. (za Danielem Semcesenem) w turnieju Salongernas IM w Sztokholmie. 
Najwyższy ranking w dotychczasowej karierze osiągnął 1 lipca 2011 r., z wynikiem 2523 punktów zajmował wówczas 3. miejsce (za Kaido Külaotsem i Meelisem Kanepem) wśród estońskich szachistów.